# Стрембіцький Ігор
Ігор Стрембіцький (англ. Ihor Strembitskyy; 1973,Парище, Надвірнянський район, Івано-Франківська область, Україна) — український кінорежисер, кінооператор, звукорежисер. Перший українець, який отримав Золоту пальмову гілку

## Біографія
Народився 1973 р. в селі Парище на Надвірнянщині. Навчався у місцевій школі.   1994 — закінчив Чернівецький індустріальний технікум. Протягом 1998–2003 — навчався в КНУТКіТ імені І.Карпенка-Карого на курсі режисури документального фільму (майстерня Сергія Буковського і Володимира Кукоренчука). З 2002 до 2003 рр. працював асистентом режисера на 9-серійному телевізійному фільмі «Війна. Український рахунок» (2003, Україна, режисер Сергій Буковський).  Пізніше став Лауреатом премії імені Нормана Макларена Канадської національної спілки кінематографістів. Учасник Кампусу талантів Берлінале 2005 року. Із 2004 до 2006 рр. – режисер промовідділу телеканалу «Тоніс». Із 2012 р. – фотограф, монтажер на різних проектах. 
Міжнародне визнання режисеру прийнесло представлення стрічки «Подорожні» на 58-му Каннському кінофестивалі 2005 року. Картина отримала  Золоту пальмову гілку Канн.

## Фільмографія
- 2005 — "Подорожні"
- 2006 — "Урок німецької"
- 2017 — "Shepherds" (укр. "Вівчарі")

## Народи
- Стипендіат Gaude Polonia – стипендіальної програми Міністра культури і національної спадщини республіки Польща (2008)
- «Золота медаль» Академії мистецтв України
- «За значні творчі досягнення»
- премія «Зоряна мить» ІІ ступеня ювелірного дому «Лобортас»
- почесна грамота Національної спілки театральних діячів України «За мистецькі досягнення»,
- грамота «Посол української культури» Міністерства закордонних справ України
- «За унікальне творче досягнення та внесок у справу популяризації української культури за кордоном». [2]